# غاري آندرو ستيفنز
غاري آندرو ستيفنز (بالإنجليزية: Gary Stevens)‏ (مواليد 30 مارس 1962) هو لاعب كرة قدم. يلعب مع منتخب إنجلترا لكرة القدم. سبق له أن لعب في كأس العالم لكرة القدم مع منتخب بلاده.

## مسيرته الكروية
لعب غاري آندرو ستيفنز خلال مسيرته الاحترافية مع 3 أندية في ثلاثة عشر موسمًا وسجل خلالها 10 أهداف ضمن 311 مباراة. ولم يفز بأي موسم بالكأس أو بالدوري.
خاض غاري آندرو ستيفنز مسيرته مع نادي برايتون أند هوف ألبيون في موسم 1979–80 ليلعب معه أربعة مواسم، مشاركًا في 133 مباراة سجل خلالها هدفين. ثم انتقل إلى نادي توتنهام هوتسبير في موسم 1983–84 ليلعب معه سبعة مواسم، حيث شارك في 147 مباراة سجل خلالها 6 أهداف. لينتقل بعدها إلى نادي بورتسموث في موسم 1990–91 ولمدة موسمين، مشاركًا في 31 مباراة سجل خلالها هدفين.

## روابط خارجية
- غاري آندرو ستيفنز على موقع قاعدة بيانات كرة القدم.إي يو (الإنجليزية)
- غاري آندرو ستيفنز على موقع ناشيونال فوتبول تيمز (الإنجليزية)